# 贝叶斯错误率
贝叶斯错误率（Bayes error rate）是应用贝叶斯分类规则的分类器的错误率。贝叶斯分类规则的一个性质是:在最小化分类错误率上是最优的。所以在分类问题中，贝叶斯错误率是一个分类器对某个类别所能达到的最低的分类错误率。

## 错误测定
定义
{\displaystyle p_{e}=\sum _{i=1}^{M}\int _{R_{i}}\left(\sum _{j=1}^{M}\lambda _{ki}p(x|\omega _{k})P(\omega _{k})\,\right)dx}
其中{\displaystyle p_{e}}为错误率,{\displaystyle x}是测试样本.{\displaystyle M}为分类的类个数,{\displaystyle R_{i}}是{\displaystyle \omega _{i}}所对应有着最大概率{\displaystyle p(x|\omega _{i})}的区域,{\displaystyle \lambda }是一个参数矩阵{\displaystyle \lambda =1-I}其中{\displaystyle I}是单位矩阵.